# Cimber Sterling
Cimber Sterling – nieistniejące duńskie linie lotnicze z siedzibą w Sønderborg. Obsługiwały połączenia krajowe oraz do 7 krajów Europy. Głównym hubem był port lotniczy Sønderborg. 3 maja 2012 roku linie ogłosiły upadłość.

## Porty docelowe
- Dania
  - Aalborg (Port lotniczy Aalborg)
  - Billund (Port lotniczy Billund)
  - Rønne (Port lotniczy Bornholm)
  - Kopenhaga (Port lotniczy Kopenhaga-Kastrup)
  - Karup (Port lotniczy Karup)
  - Sønderborg (Port lotniczy Sønderborg)
- Finlandia
  - Tampere (Port lotniczy Tampere-Pirkkala)
- Niemcy
  - Berlin (Port lotniczy Berlin-Tegel)
  - Monachium (Port lotniczy Monachium)
- Norwegia
  - Oslo (Port lotniczy Oslo-Gardermoen)
  - Bergen (Port lotniczy Bergen-Flesland)
- Rumunia
  - Bukareszt (Port lotniczy Bukareszt-Otopeni)
  - Târgu Mureș (Port lotniczy Târgu Mureș)
- Szwajcaria
  - Bazylea (Port lotniczy EuroAirport Bazylea-Miluza-Fryburg)
- Szwecja
  - Sztokholm (Port lotniczy Sztokholm-Arlanda)
  - Norrköping (Port lotniczy Norrköping)
- Wielka Brytania
  - Newcastle upon Tyne (Port lotniczy Newcastle)